# Stephen Phillips
Stephen Phillips es un actor australiano, conocido por haber interpretado a Zach Armstrong en la serie Winners & Losers.

## Biografía
Stephen está comprometido con la actriz Edwina Wren, con la que tuvo un hijo, Elsie Phillips.

## Carrera
Stephen ha trabajado en obras como Metamorphoses, Take Me Out, Boy Gets Girl, A Streetcar Named Desire y en Who’s Afraid of Virginia Woolf, en esta última interpretó a Nick junto con Garry McDonald y Wendy Hughes. 
En 2003 interpretó al Doctor Cameron Hodder en la exitosa serie australiana Neighbours. En 2005 apareció como personaje recurrente en la serie Last Man Standing.
En 2010 apareció en la serie australiana Offspring, donde interpretó a Steve. En 2011 apareció como personaje invitado en la serie City Homicide, donde dio vida a Tom Ansley. Ese mismo año obtuvo su primer papel importante en la televisión cuando se unió al elenco principal de la serie australiana Winners & Losers, donde interpretó al carismático Zachary "Zach" Armstrong, hasta la cuarta temporada en el 2014 después de que su personaje decidiera mudarse a Abu Dahbi luego de terminar su relación con Frances.

## Filmografía
Series de televisión
| Año         | Título             | Personaje      | Notas                                          |
| ----------- | ------------------ | -------------- | ---------------------------------------------- |
| 2011 - 2014 | Winners & Losers   | Zach Armstrong | 62 episodios                                   |
| 2012        | Australia on Trial | Mr. Teece      | episodio "The Mount Rennie Outrage"            |
| 2011        | City Homicide      | Tom Ansley     | episodio "No Greater Honour: Go Down Swinging" |
| 2010        | Offspring          | Steve          | episodio # 1.3                                 |
| 2005        | Last Man Standing  | Mark Hooper    | 9 episodios                                    |
| 2003        | Neighbours         | Cameron Hodder | 3 episodios                                    |
| 2003        | Blue Heelers       | Trevor Howe    | episodio "Where There's a Will"                |

Películas
| Año  | Título            | Personaje       | Notas                                                       |
| ---- | ----------------- | --------------- | ----------------------------------------------------------- |
| 2011 | X                 | Bennett         | junto a Viva Bianca, Hanna Mangan Lawrence & Anthony Phelan |
| 2011 | Killer Elite      | Ciudadano       | junto a Aden Young                                          |
| 2005 | Life's a Bitch    | Cedric/Frederic | corto - junto a Matthew Dale & Donal Forde                  |
| 2002 | From Deep It Came | Cuidador        | corto - prestó su voz para el personaje                     |

Teatro
| Año  | Título                          | Personaje | Director (a) | Teatro | Notas                                              |
| ---- | ------------------------------- | --------- | ------------ | ------ | -------------------------------------------------- |
| 2007 | Who's Afraid of Virginia Woolf? | -         | Peter Evans  | -      | junto a Alison Bell, Garry McDonald & Wendy Hughes |
| 2006 | The Tempest                     | -         | Peter Evans  | -      | junto a John Bell, Ron Haddrick & David Whitney    |
| -    | Metamorphoses                   | -         | -            | -      | -                                                  |
| -    | Take Me Out                     | -         | -            | -      | -                                                  |
| -    | Boy Gets Girl                   | -         | -            | -      | -                                                  |
| -    | A Streetcar Named Desire        | -         | -            | -      | -                                                  |